# Åled
Pour les articles homonymes, voir Aled.
Åled est une localité de Suède située dans la commune de Halmstad du comté de Halland. Elle couvre une superficie de 2,02 km2 et est traversée par le fleuve Nissan. En 2010, elle compte 1 634 habitants.
La communauté est située à un peu plus de 10 km au nord-est de Halmstad sur la route nationale suédoise (en) 26.